# Aspidostemon grayi
Aspidostemon grayi är en lagerväxtart som beskrevs av Van der Werff. Aspidostemon grayi ingår i släktet Aspidostemon och familjen lagerväxter. Inga underarter finns listade i Catalogue of Life.